# 60150 Zacharias
60150 Zacharias este o planetă minoră (asteroid) din centura de asteroizi. A fost descoperită pe 19 octombrie 1999 la Ondřejovská hvězdárna⁠(d) de Petr Pravec⁠(d). 
Obiectul prezintă o orbită caracterizată de o semiaxă mare de 2,1943590655358 UAi, o excentricitate de 0,1549850059466, o înclinație de 4,3726106039864 ° în raport cu ecliptica.